# Wild! Live
Albums de Erasure
Wild!
(1989) Chorus
(1991)
Wild! Live est le titre de la troisième cassette vidéo VHS du groupe Erasure. Il s'agit d'un concert enregistré au Royaume-Uni, le 11 décembre 1989 à Londres au London Arena, d'une capacité de 15 000 places, et commercialisé en 1990. Aux États-Unis et au Japon, ce concert fut également édité en Laserdisc.
Le 9 décembre 2016, Wild! Live est pour la première fois réédité au format DVD, en tant que DVD-bonus du coffret-anthologie From Moscow to Mars.

## Détail des Titres
1. Piano Song
2. How Many Times?
3. You Surround Me
4. Knocking on Your Door
5. Brother and Sister
6. Crown of Thorns
7. Star
8. Chains of Love
9. Hideaway
10. Supernature
11. Who Needs Love like That
12. Stop!
13. Victim of Love
14. La Gloria
15. Ship of Fools
16. It Doesn't Have to Be
17. Blue Savannah
18. Sometimes
19. The Hardest Part
20. Oh l'amour
21. Drama!
22. A Little Respect
23. Spiralling